# Febe (satélite)

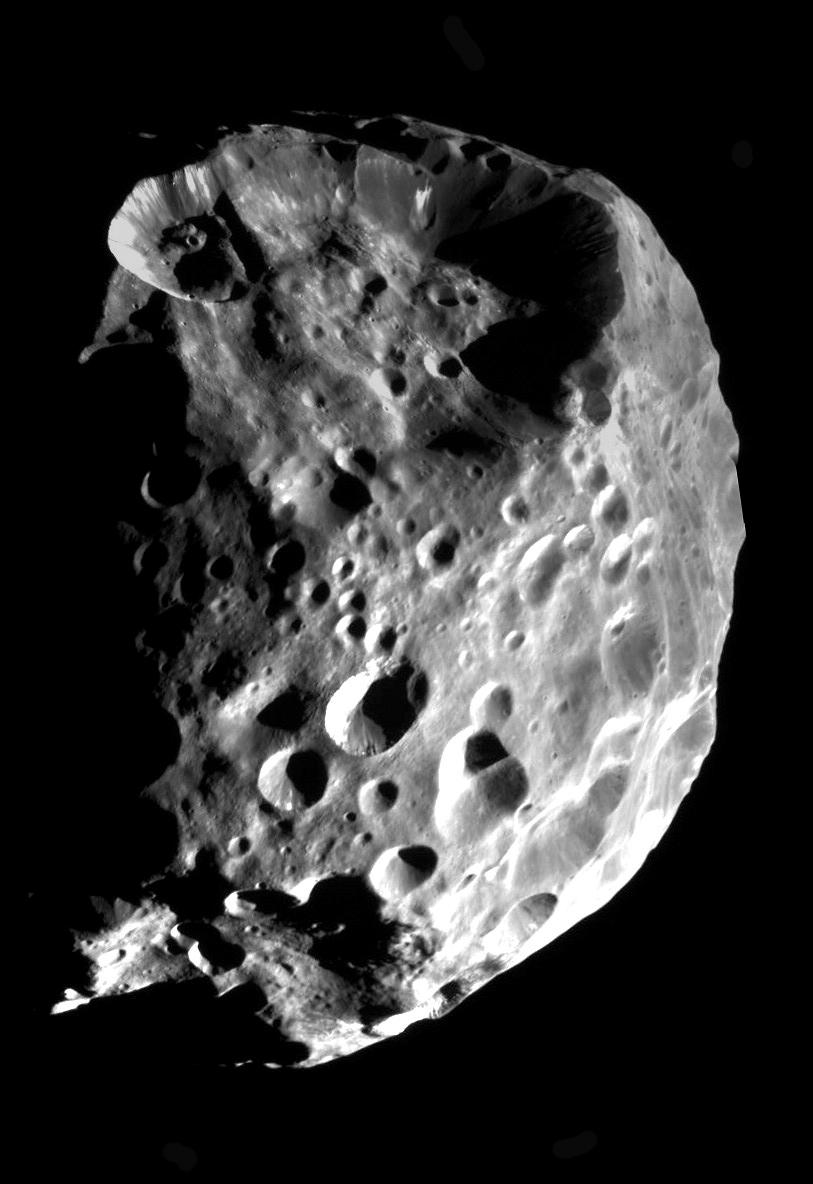
Imagem de Febe obtida pela Cassini

Febe (ou Phoebe) é o satélite irregular de maior massa de Saturno com um diâmetro médio de 213 km (132 mi). Foi descoberto por William Henry Pickering em 18 de março de 1899 a partir de chapas fotográficas tiradas a partir de 16 de agosto de 1898 na Estação Boyden do Observatório Carmen Alto perto de Arequipa, Peru, por DeLisle Stewart. Foi o primeiro satélite a ser descoberto fotograficamente.
Phoebe foi o primeiro alvo encontrado após a chegada da sonda Cassini ao sistema de Saturno em 2004 e, portanto, é excepcionalmente bem estudado para um satélite irregular de seu tamanho. A trajetória da Cassini para Saturno e o horário de chegada foram escolhidos especificamente para permitir esse sobrevoo.  Após o encontro e sua inserção em órbita, a Cassini não foi muito além da órbita de Jápeto.

Phoebe é aproximadamente esférica e tem um interior diferenciado. Era esférico e quente no início de sua história e foi danificado por impactos repetidos. Acredita-se que seja um centauro capturado que se originou no cinturão de Kuiper. Phoebe é o segundo maior satélite retrógrado do Sistema Solar depois de Tritão.